# 田中千尋 (農学者)
田中 千尋（たなか ひちろ） は、日本の農学者。京都大学大学院地球環境学堂資源循環学廊教授。元日本菌学会会長。

## 人物・経歴
京都府立大学農学部農学科卒業。京都大学大学院農学研究科博士後期課程農林生物学専攻修了、博士（農学）。京都大学大学院農学研究科助手、京都大学大学院農学研究科准教授、京都大学大学院農学研究科教授を経て、京都大学大学院地球環境学堂資源循環学廊教授。2015年関西菌類談話会会長。2019年日本菌学会会長。

## 受賞
- 日本菌学会賞 2012[5]
- Asian Mycological Association, Distinguished Asian Mycologist Award 2013[5]